# Логор Ступачиново
Овај логор је био саставни дио комплекса концентрационих логора Госпић – Јадовно – Паг, првог организованог ликвидационог комплекса логора, намјењеног искључиво за уништење читавих националних, верских, расних и етничких група.
Логор Ступачиново није имао, као неки каснији, нити одредницу “радни”. Био је искључиво у функцији уништења. Логор је формиран и обавио већи дио своје функције и прије било каквог отпора “нелојалног” становништва, што је очигледна потврда намјере да се униште одређене етничке или верске заједнице, што и представља битан елеменат из дефиниције геноцида.
Логор Ступачиново формиран је почетком јула [1941]. године, када је простор казнионе у Госпићу постао недовољан за прихват великог број похапшених Срба, Јевреја и „непоћудних елемената“, који су у марвеним вагонима допремани са цијелог подручја Независне Државе Хрватске.
Жртве су у логор допремане углавном пјешке из логора Госпић или директно са жељезничке станице у Госпићу.
Назван је по истоименом селу код Башких Оштарија недалеко од саобраћајнице Госпић– Карлобаг. Логор је био ограђен бодљикавом жицом високом 4 метра на једној ледини под ведрим небом. Логором је управљао усташки бојник Иван Девчић Пивац, заповједник логора Слана на јадранском острву Пагу, а замјеник је био католички жупник из Брушана, Ивица Бркљачић. 
На самом простору логора и његовој близини налазиле су се крашке бездане јаме: Бадањ, Дулиба, Близница, Кијевац, јама на Плочама и Вранзина јама у које су усташе бацале своје жртве. Недалеко од логора била је једна штала с двије просторије у којима би краће вријеме чекало на ред за смрт и по више десетина жртава.